# 데이비드 블루 (배우)
데이비드 블루(David Blue, 1982년 1월 17일 ~ )는 미국의 배우, 작가, 제작자, 감독이다.

## 출연 작품

### 영화
- 더 컴백스 (2007)
- White Room: 02B3 (2012) - 단편
- 12 Days of Giving (2017)
- The Competition (2018)

### 텔레비전
- 어글리 베티 (2007-08)
- 문라이트 (2008)
- 스타게이트 유니버스 (2009-11)
- 스타게이트 유니버스 키노 (2009-11, SGU Stargate Universe Kino)